# Башутино (Калужская область)
Башу́тино — деревня в Калужской области, входящая в Бабынинский район.

## История
18 апреля 1673 г. пустошь Башутино в Людимском стане Козельского уезда Московской губернии передана в вотчину Ивану Ивановичу Щербачёву (младшему), представителю русского дворянского рода. В конце 17 века пустошь превратилась в деревню, а вскоре и в село.
В 1719 году, при разделении губерний на провинции, Козельский уезд был отнесен к Калужской провинции Московской губернии. Но в 1775 году деление на провинции было отменено.
В 1776 году эта территория была отнесена к Мещовскому уезду Калужского наместничества, а в октябре 1796 года — к Мещовскому уезду Калужской губернии.
Вплоть до 1917 года род Щербачёвых сохранял своё старинное калужское имение Башутино.
В 1918 году Калужская губерния вошла в состав Российской Советской Федеральной Социалистической Республики (РСФСР).
В 1927 году Мещовский уезд был упразднен и его территория вошла в состав Сухиничского уезда.
14 января 1929 года была ликвидирована Калужская губерния и её территория была поделена. Башутино вошло в состав Калужского округа Центрально-Промышленной области (с 3 июня 1929 г. — Московской области).
В августе 1929 года Башутино вошло в состав вновь образованного Бабынинского района Калужского округа. Но в 1930 году округа были ликвидированы и Бабынинский район вошел в состав Московской области, а в 1937 г. передан Тульской области.
5 июля 1944 года — образована Калужская область, в состав которой вошел и Бабынинский район вместе с деревней Башутино.